# Сельское поселение Большое Микушкино
Сельское поселение Большое Микушкино — муниципальное образование в Исаклинском районе Самарской области.
Административный центр — село Большое Микушкино.

## Административное устройство
В состав сельского поселения Большое Микушкино входят:
- село Большое Микушкино,
- посёлок Лесной,
- деревня Малое Микушкино.